# Conviction (série télévisée, 2016)
Pour les articles homonymes, voir Conviction (homonymie).
Conviction est une série télévisée américaine en treize épisodes de 42 minutes créée par Liz Friedlander et Liz Friedman, diffusée entre le 3 octobre 2016 et le 29 janvier 2017 sur le réseau ABC et en simultané sur le réseau CTV ainsi que sur Bravo! au Canada.
Au Québec, la série a été diffusée du 26 janvier 2017 au 20 avril 2017 sur VRAK, en Belgique du 9 septembre 2017 au 7 octobre 2017 sur RTL-TVI, et en France, du 12 septembre 2017 au 3 octobre 2017 sur TF1.

## Synopsis
Hayes Morrison est une avocate et la fille de l'ex-Président des États-Unis. Alors qu'elle pense devoir aller en prison pour avoir été arrêtée en possession de stupéfiants, Conner Wallace, un avocat new-yorkais rival lui propose un marché. Soit elle va en prison, soit elle travaille pour lui en rouvrant des dossiers et en prouvant l'innocence des accusés. Hayes accepte l'offre, pour que la campagne de sa mère ne soit pas affectée par sa condamnation, elle se retrouve ainsi à devoir travailler pour son rival, avec une unité spéciale de la police, chacun expert dans leur domaine.

## Distribution

### Acteurs principaux
- Hayley Atwell (VF : Léovanie Raud) : Hayes Morrison
- Eddie Cahill (VF : Thomas Roditi) : Conner Wallace
- Shawn Ashmore (VF : Jean-Christophe Dollé) : Sam Spencer
- Merrin Dungey (VF : Virginie Emane) : Maxine Bohen
- Emily Kinney (VF : Caroline Victoria) : Tess Larson
- Manny Montana (VF : Julien Lucas) : Franklin « Frankie » Cruz
- Daniel Franzese (VF : Pierre Forest) : Jackson Morrison

### Acteurs récurrents
- Bess Armstrong (VF : Sylvie Genty) : Harper Morrison, mère de Hayes
- Sarah Allen (en) (VF : Laura Blanc) : Lisa Crozier
- Ian Paola (VF : François Santucci) : Rey Armas
Version française
  - Société de doublage : Cinéphase[9],[10]
  - Direction artistique : François Dunoyer[9],[10]
  - Adaptation des dialogues : Nicolas Mourguye et Cécile Delaroue[10]
  - Sous-Titrage : Laëtitia Delcroix et Coline Magaud

 Source et légende : version française (VF) sur RS Doublage et Doublage Séries Database

## Production

### Développement

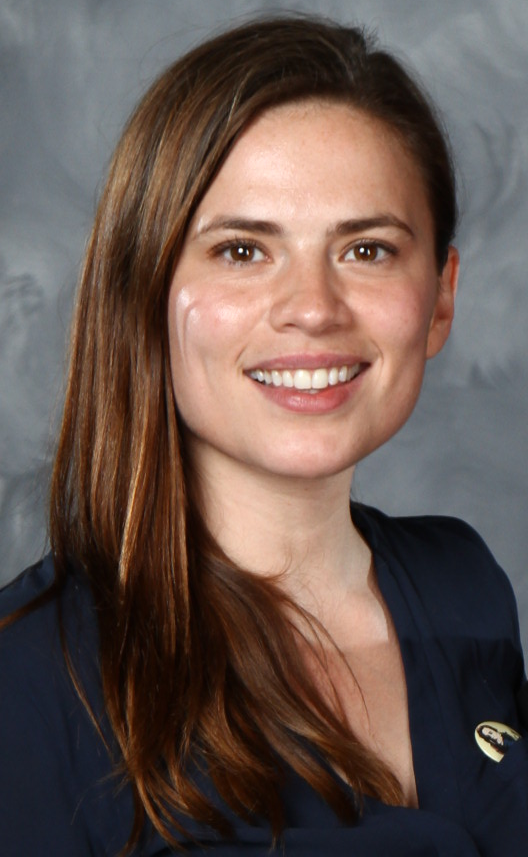
L'actrice principale Hayley Atwell, l'année de tournage de la série.

Le projet de série a débuté le 5 octobre 2015, pour le réseau ABC avec l'acquisition du projet.
Le 27 janvier 2016, ABC commande un épisode pilote, pour la saison 2016/2017.
Le 12 mai 2016, le réseau ABC annonce officiellement après le visionnage du pilote, la commande du projet de série avec une commande initiale de treize épisodes, pour une diffusion lors de la saison 2016 / 2017.
Le 17 mai 2016, lors des Upfronts 2016, ABC annonce la diffusion de la série pour l'automne 2016.
Le 28 juin 2016, ABC annonce la date de lancement de la série au 3 octobre 2016.
Le 8 novembre 2016, le responsable des programmes d'ABC a fait savoir que la série ne serait pas reconduite sur la chaîne au-delà des 13 épisodes commandés. Techniquement, cela ne veut pas dire que la série soit annulée car il est possible qu'elle soit reconduite ultérieurement sur une autre chaîne ,.
Le 11 mai 2017, la série a été officiellement annulée.

### Casting
L'annonce de la distribution des rôles a débuté le 10 février 2016, avec l'arrivée de Hayley Atwell en tête d'affiche dans le rôle de Hayes Morrison. Puis le lendemain, Shawn Ashmore obtient le rôle de Sam. Le 10 février 2016, Emily Kinney et Manny Montana, rejoignent la série dans les rôles respectifs de Tess Thompson et de Franklin Rios.
Fin février, Merrin Dungey est annoncée au sein de la distribution dans le rôle de Maxine.
En mars 2016, Eddie Cahill rejoint la série dans le rôle de Wayne Wallis, suivi par Daniel DiTomasso qui sera Jackson Morrison, le jeune frère de Hayes.
Le 29 juillet 2016, est annoncé que le rôle de Jackson Morrison tenu par Daniel DiTomasso sera finalement joué par Daniel Franzese.

### Tournage
La série est tournée à Toronto au Canada.

## Épisodes
1. Une certaine idée de la justice (Pilot)
2. Face caméra (Bridge and Tunnel Vision)
3. Bombe à retardement (Dropping Bombs)
4. Amour maternel (Mother's Little Burden)
5. La Famille parfaite (The 1% Solution)
6. Préjugés (#StayWoke)
7. Les Règles du feu (A Simple Man)
8. Marché de dupes (Bad Deals)
9. Peine capitale (A Different Kind of Death)
10. Victime et bourreau (Not Okay)
11. L'Orchidée noire (Black Orchid)
12. Ambitions secrètes (Enemy Combatant)
13. D'où on vient, où on va (Past, Prologue & What’s to Come)

## Réception critique
La série est globalement mal reçue par la critique : le site Rotten Tomatoes lui attribue 17 % d'opinions favorables pour 35 critiques collectées et une moyenne de 4,6⁄10, tout en notant dans son consensus : « Alors qu'Hayley Atwell se montre un rôle principal forte et agréable, son seul charisme ne peut pas élever Conviction face aux pièges familiers et usés ». Sur le site Metacritic, la série obtient un score de 45⁄100, pour 25 critiques collectées.